# E편한세상 금호 파크힐스
e편한세상 금호 파크힐스(영어: e Pyeonhansesang Geumho Parkhills)는 대한민국 서울특별시 성동구 금호로 (금호동1가)에 위치한 아파트다.